# 사회 평론
사회 평론(social criticism; 사회 비판, 사회 비평)은 특히 인식된 불의(injustice)와 권력 관계 일반과 관련하여 현대 사회 사회학적 쟁점들에 초점을 맞춘 학술적 또는 언론적 비판의 한 형태를 말한다.
사회 평론은 결함이 있는 사회구조(social structure)의 조건들의 근거를 찾는 비판 양식(mode of criticism)을 주로 지칭한다. 사회 평론은 합의에 의한 개혁(consensual reform) 또는 강력한 혁명(powerful revolution)을 위한 특정한 조치들을 통해 문제의 실질적인 해결책을 추구하는 평론가의 목표를 고수하는 사람들을 지칭할 수도 있다.

## 문헌

### 고전 작품
- 바뤼흐 스피노자 - 신학정치론
- 이마누엘 칸트 - 계몽이란 무엇인가에 대한 답변
- 메리 울스턴크래프트 - 여성의 권리 옹호
- 카를 마르크스 - 자본론
- 업턴 싱클레어 - 밀림 (소설)
- 루카치 죄르지 - 역사와 계급의식
- 버지니아 울프 - 자기만의 방
- 프리드리히 하이에크 - 노예의 길
- 막스 호르크하이머, 테오도어 아도르노 - 계몽의 변증법
- 시몬 드 보부아르 - 제2의 성
- 프리드리히 하이에크 - 자유헌정론
- 레이철 카슨 - 침묵의 봄
- 헤르베르트 마르쿠제 - 일차원적 인간
- 미셸 푸코 - 감시와 처벌
- 미셸 푸코 - 성의 역사
- 피에르 부르디외 - 구별짓기

### 현대 작품
- 주디스 버틀러 - 젠더 트러블

## 같이 보기
- 캔슬 컬처
- 비판법학
- 비판적 인종 이론
- 여성주의
- 마르크스주의
- 탈식민주의